# Trestní zákon (Československo, 1950)
Trestní zákon z roku 1950 byl přijat Národním shromážděním dne 12. července 1950. Trestní zákon byl vyhlášen ve Sbírce zákonů pod číslem 86/1950 Sb. 

## Systematika
Zákon se skládal z obecné části a sedmi hlav a zvláštní části a deseti hlav a závěrečných ustanovení. 
- HLAVA PRVÁ - Účel trestního zákona
- HLAVA DRUHÁ - Základy trestní odpovědnosti
- HLAVA TŘETÍ - Působnost trestních zákonů
- HLAVA ČTVRTÁ - Tresty
- HLAVA PÁTÁ - Zánik trestnosti a trestu
- HLAVA ŠESTÁ - Ochranná opatření
- HLAVA SEDMÁ - Společná ustanovení
- HLAVA PRVÁ - Trestné činy proti republice
- HLAVA DRUHÁ - Trestné činy hospodářské
- HLAVA TŘETÍ - Trestné činy proti pořádku ve věcech veřejných
- HLAVA ČTVRTÁ. - TRESTNÉ ČINY OBECNĚ NEBEZPEČNÉ
- HLAVA PÁTÁ - TRESTNÉ ČINY PROTI RODINĚ A MLÁDEŽI
- HLAVA ŠESTÁ - TRESTNÉ ČINY PROTI ŽIVOTU A ZDRAVÍ
- HLAVA SEDMÁ - TRESTNÉ ČINY PROTI SVOBODĚ A DŮSTOJNOSTI ČLOVĚKA
- HLAVA OSMÁ - TRESTNÉ ČINY MAJETKOVÉ
- HLAVA DEVÁTÁ - TRESTNÉ ČINY PROTI BRANNOSTI
- HLAVA DESÁTÁ - TRESTNÉ ČINY VOJENSKÉ
- ZÁVĚREČNÁ USTANOVENÍ

## Derogace
§ 311 zrušoval 48 dřívějších trestní zákonů, například dekret presidenta republiky o přísném trestání drancování (č. 38/1945 Sb.), zákon o trestní ochraně provádění dvouletého hospodářského plánu (č. 27/1947 Sb.) a zákon na ochranu lidově demokratické republiky (č. 231/1948 Sb.).
Zákon byl měněn zákonem č. 63/1956 Sb. a zákonem o umělém přerušení těhotenství (č. 68/1957 Sb.). Zrušen byl trestním zákonem z roku 1961.